# Richard Hely-Hutchinson, 4. Earl of Donoughmore

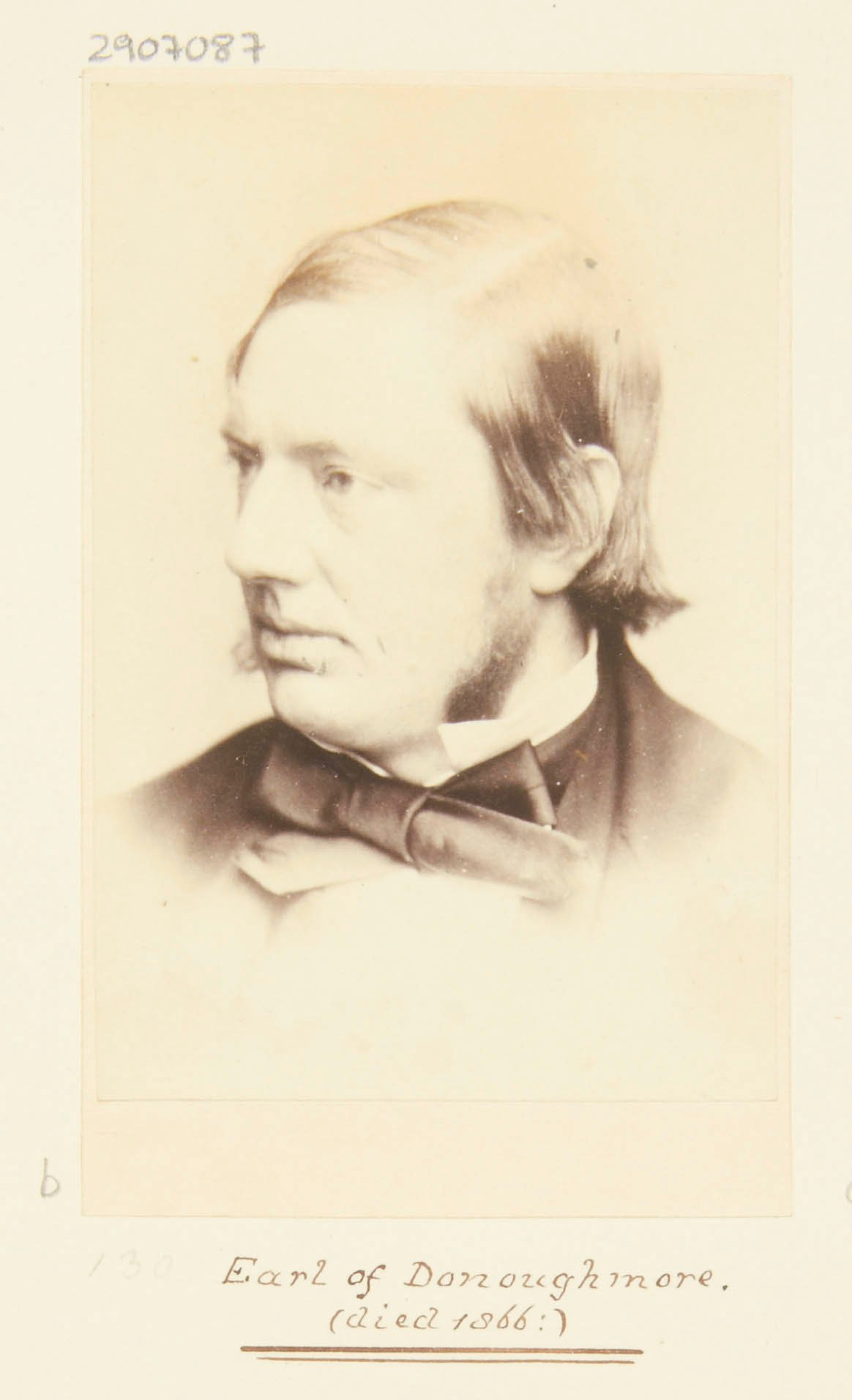
Richard Hely-Hutchinson, 4. Earl of Donoughmore

Richard John Hely-Hutchinson, 4. Earl of Donoughmore PC FRS (* 4. April 1823; † 22. Februar 1866) war ein britischer Peer und Politiker der Conservative Party. Er war 1858 bis 1859 Paymaster General sowie 1859 für einige Monate Präsident des Board of Trade.

## Leben

### Familiäre Herkunft, Militärdienst, Oberhausmitglied und Minister
Hely-Hutchinson war das der älteste Sohn und zweites Kind des Politikers John Hely-Hutchinson, 3. Earl of Donoughmore, aus dessen erster Ehe mit Hon. Margaret Gardiner, Tochter der Luke Gardiner, 1. Viscount Mountjoy. Seit sein Vater 1832 seinen kinderlos verstorbenen Onkel John Hely-Hutchinson, 2. Earl of Donoughmore, als 3. Earl of Donoughmore beerbt hatte, führte er als dessen Heir apparent den Höflichkeitstitel Viscount Suirdale.
Er trat als Ensign des 98th Regiment of Foot in die British Army ein, wurde dort 1843 zum Lieutenant befördert. 1845 veräußerte er seinen Dienstposten und schied aus dem regulären Armeedienst aus. 1849 wurde er zum Lieutenant-Colonel des Milizregiments des County Tipperary ernannt.
Beim Tod seines Vaters am 14. September 1851 erbte er dessen irische Adelstitel als 4. Earl of Donoughmore, 4. Viscount Donoughmore und 5. Baron Donoughmore, sowie dessen britischen Adelstitel als 4. Viscount Hutchinson. Mit Letzterem war ein Sitz im britischen House of Lords verbunden.
Am 20. Februar 1858 wurde der Earl of Donoughmore von Premierminister Edward Smith-Stanley, 14. Earl of Derby zum Generalzahlmeister (Paymaster General) ernannt und bekleidete diese Funktion bis zum 3. März 1859. Mit dem Amt des Generalzahlmeisters war die Funktion als Vizepräsident des Board of Trade (Vize-Handelsminister) verbunden. Zudem wurde er 1858 auch Mitglied des Privy Council.
Im Rahmen einer Kabinettsumbildung übernahm er am 3. März 1859 von Joseph Warner Henley das Amt als Präsident des Board of Trade (Handelsminister), während Algernon Percy, Lord Lovaine sein Nachfolger als Generalzahlmeister wurde. Das Amt des Präsidenten des Board of Trade bekleidete er bis zum 11. Juni 1859.
1865 wurde er Fellow der Royal Society.

### Ehe und Nachkommen
Am 7. April 1847 heiratete er Thomasina Jocelyn Steele († 1890), Tochter und Coerbin des Walter Steele, Gutsherr von Moynalty im County Monaghan. Aus der Ehe gingen zwei Töchter und vier Söhne hervor: 
- Lady Margaret Frances Hely-Hutchinson († 1936), ⚭ 1879 Colonel Douglas James Proby (1852–1908), MP;
- Lady Mary Sophia Hely-Hutchinson († 1937), ⚭ 1882 Lewis Vivian Loyd (1856–1931), MP;
- John Luke George Hely-Hutchinson, 5. Earl of Donoughmore (1848–1900), ⚭ 1874 Frances Isabella Stephens († 1924);
- Hon. Sir Walter Francis Hely-Hutchinson (1849–1913), 1893–1901 Gouverneur der Kolonie Natal, 1901–1910 Gouverneur der Kapkolonie, ⚭ 1881 May Justice († 1938);
- Hon. Patrick Maurice Hely-Hutchinson (1855–1893), Commander der Royal Navy;
- Hon. Granville William Hely-Hutchinson (1858–1906), ⚭ (1) 1891 Grace Fanny Heigham, ⚭ (2) 1903 Eleanor Beatrice Richards.